# 翠屏街道 (栖霞市)
翠屏街道，是中华人民共和国山東省烟台市栖霞市下辖的一个乡镇级行政单位。

## 行政区划
翠屏街道下辖以下地区：
城关村、城东沟村、大雾滋夼村、小雾滋夼村、万家沟村、南丁家沟村、南三里店村、南二里店村、枣行村、林家亭村、小东沟村、西二里店村、西三里店村、南林家庄村、石家庄村、五里后村、南宋家沟村、南七里庄村、十里庄村、慕先庄村、榆林庄村、瓦屋村、郭落庄村、大霞址村、小霞址村、小流口村、大流口村、店西沟村、东南店村、南石岔村、老龙湾村、业家埠村、大灵山村、小灵山村、北夼村、上曲家村、上刘家村、罗家庄村、栗林村、黑陡硼村、十甲村、后张家庄村、黄燕底村、牟家庄村、石盒子村、上孙家村、衣家泊子村、刘家河村、黄家庄村、七里桥村、后阳窝村、前阳窝村、小河北村、大河北村、釜甑村、东富源村、西富源村和南富源村。

## 人口
2010年中国第六次人口普查时，翠屏街道共有人口53995人。共有家庭20213户，平均每户2.56人。14岁以下的少年儿童共6726人，占总人口12.45%；15-64岁人口共42215人，占总人口78.18%；65岁及以上的老年人共5054人，占总人口的9.360%。男性共计27011人，占总人口50.02%；女性共计26984，占总人口49.97%。本地居住的人口中，拥有本地户籍的人口为38626人，占71.53%。